# Tipula fulgida
Tipula fulgida är en tvåvingeart som först beskrevs av Cederhielm 1798.  Tipula fulgida ingår i släktet Tipula, ordningen tvåvingar, klassen egentliga insekter, fylumet leddjur och riket djur. Inga underarter finns listade i Catalogue of Life.